# Domenico Ponzi
Domenico Ponzi (Ravenna, 30 maggio 1891 – Anticoli Corrado, 24 ottobre 1973) è stato uno scultore italiano.

## Biografia
Domenico Ponzi nasce a Ravenna da una famiglia modesta, come lui stesso la definiva.
Nel 1903, terminata la scuola elementare, viene iscritto, grazie alla complicità della madre, all'Accademia Provinciale di Belle Arti di Ravenna, all'insaputa e contro il volere del padre, che aveva scelto per lui la professione di Perito agrario. Purtroppo per lui, dopo qualche tempo e casualmente, il padre, viene a sapere della diversa scelta, negandogli ogni sostentamento economico. Senza possibilità d'appello Domenico, allora dodicenne, comincia a lavorare nelle ore lasciate libere dall'Accademia.
Terminati gli studi viene scelto per realizzare la riproduzione di un particolare all'interno del Padiglione Emiliano-Romagnolo nella Esposizione Universale del 1911 a Roma.
L'esperienza positiva del lavoro-premio svolto a Roma nell'ambito dell'Esposizione Universale del 1911, agisce da catalizzatore al suo desiderio di lasciare Ravenna per approfondire gli studi ed entrare nel mondo dell'arte.
La leva militare lo favorisce. Viene assegnato di stanza a Roma.
La realizzazione del sogno, che sembrava ormai a portata di mano una volta terminato il periodo di leva, doveva però attendere lunghi anni: gli eventi bellici della guerra libica e quelli successivi della grande guerra, avrebbero riconsegnato Domenico alla vita civile solo il 22 agosto del 1919.
La prospettiva di rimanere a Roma per realizzare il suo sogno artistico sembra stia per realizzarsi. La vita però gli riserva ancora una volta una diversa strada. La morte della madre Giuseppa e la ormai avanzata vecchiaia del padre, bisognoso di aiuti, lo costringono alla ricerca di un lavoro che trova presso l'Istituto per le Case Popolari in Roma.
Nel 1925 sposa Angela Toppi la cui famiglia, originaria di Anticoli Corrado, è strettamente legata al mondo dell'Arte.
Nel 1927 assume la Direzione Artistica della casa di arredamenti Braendli, mantenendola sino al 1929. È in questo anno che i riconoscimenti delle sue prime opere e l'incondizionato sostegno della moglie fanno maturare in lui la decisione di abbandonare la certezza dell'impiego per dedicarsi completamente all'arte, primo sogno di gioventù. 
All'inizio della sua vita d'artista, della sua nuova vita, Domenico sente di dover bruciare le tappe obbligatorie nelle quali un giovane artista forgia la propria impronta caratteriale ed insegue la notorietà per emergere. Egli, infatti, alla soglia dei quarant'anni, non poteva certo considerarsi un giovane artista.
Esegue in Anticoli il ritratto di una giovane, Rita, opera che si trova nella Galleria Comunale d'Arte Moderna a Roma.

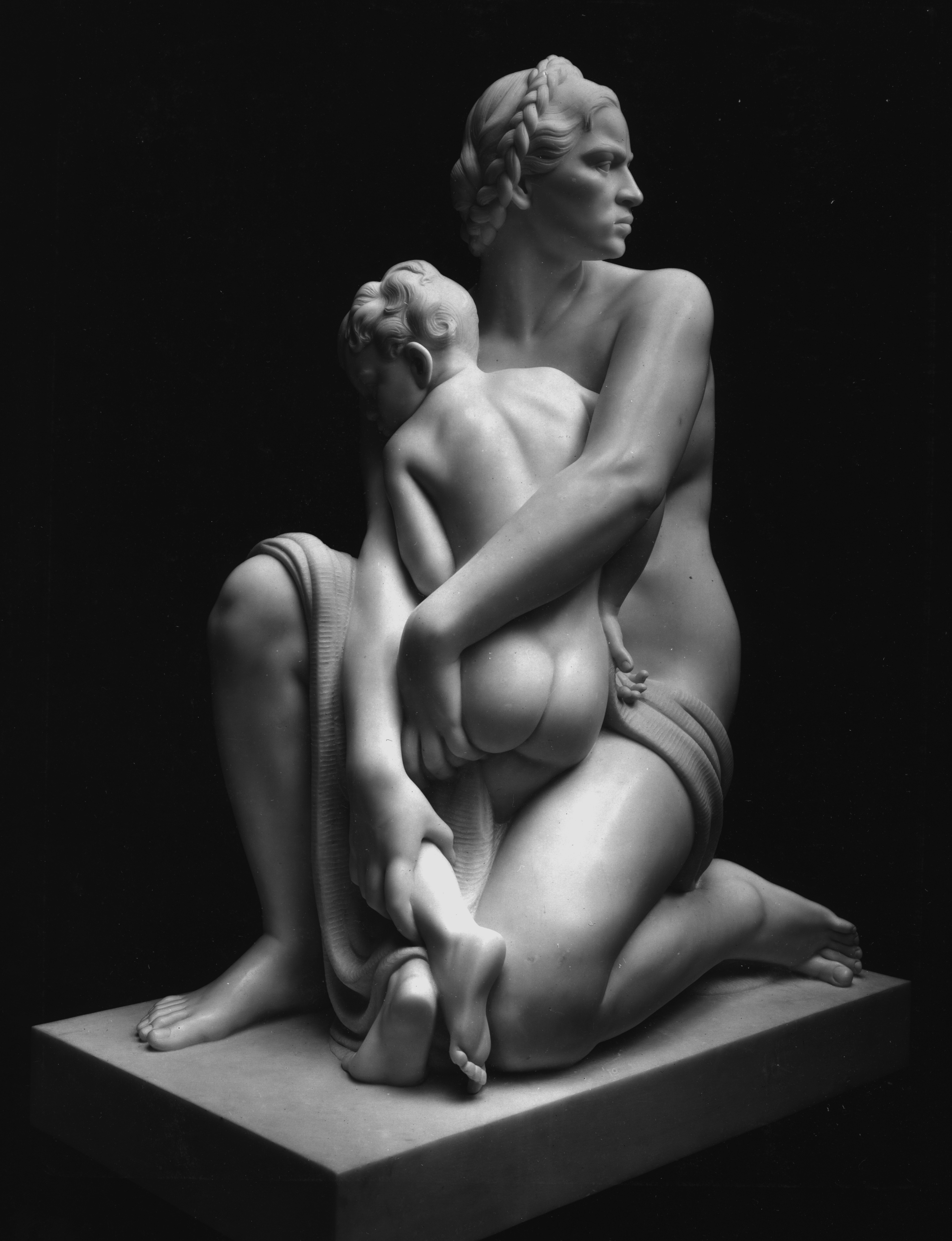
La Madre - Palazzo delle Poste - Grosseto

Nel 1930 realizza la figura Contro il destino, nudo di uomo in marcia, chiara espressione di un momento di ribellione agli eventi ed il gruppo La Madre che, l'anno successivo, sarà collocato nell'atrio del Palazzo delle Poste di Grosseto.
Nel periodo che va dal 1932 al 1935 realizza per il Palazzo delle Poste di Gorizia progettato dall'architetto Mazzoni, il Monumento ai Caduti Postelegrafonici, per il Palazzo delle Poste di Varese due Gruppi Allegorici posti sul coronamento della facciata, per il Palazzo delle Poste di Palermo il Monumento ai Caduti Postelegrafonici.
Modella Il rurale che, esposto alla seconda Quadriennale di Roma viene acquistato per la Galleria Comunale d'Arte Moderna.
Modella la mezza figura titolata L'orfanella ed un ritratto, Nazareno, opere acquistate per la Galleria Nazionale d'Arte Moderna.

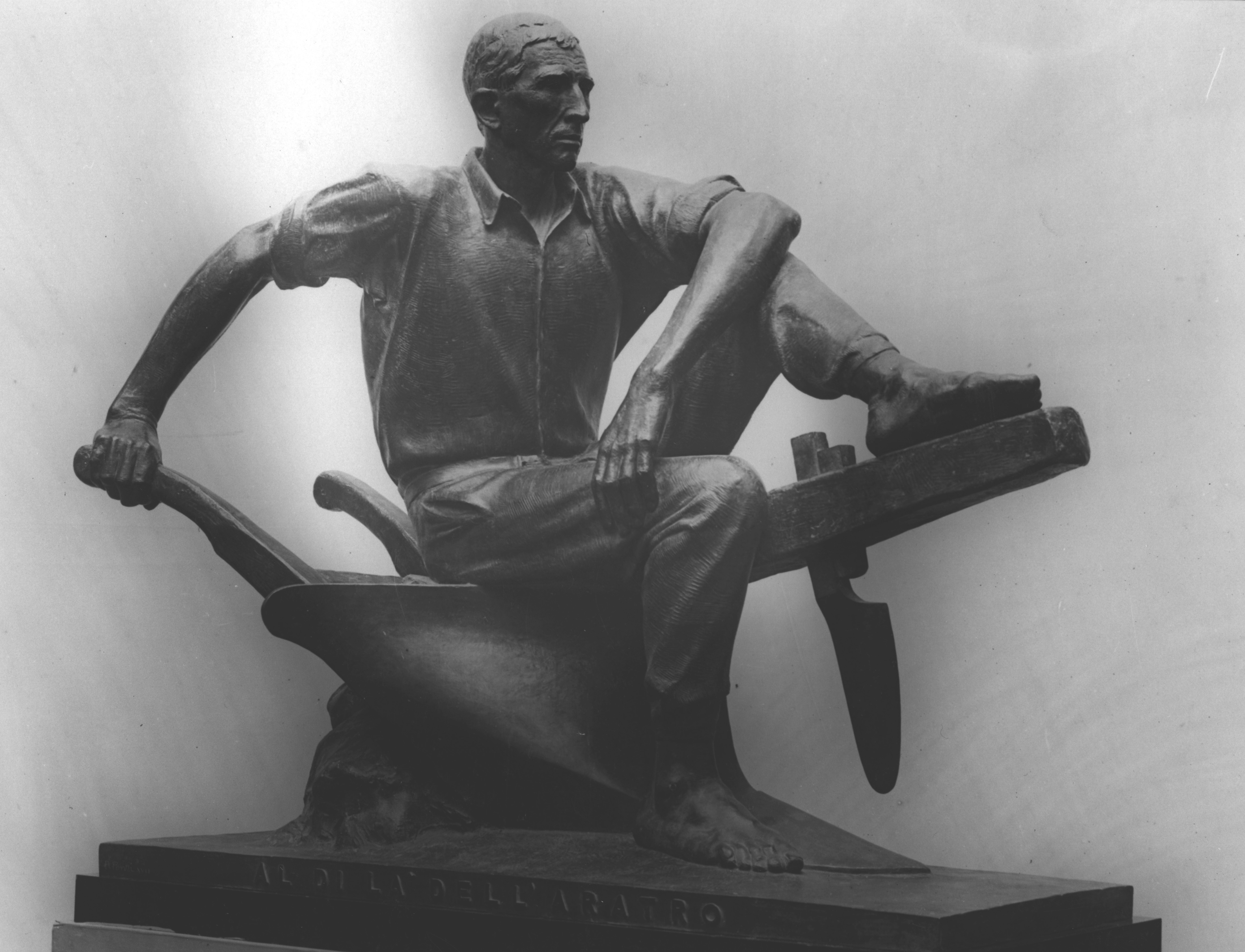
Al di là dell'aratro - Ministero dell'Agricoltura

Alla III mostra Quadriennale di Roma espone con il titolo Al di là dell'aratro la figura de L'aratore, acquistata il giorno stesso dell'inaugurazione per essere collocata all'ingresso del Ministero dell'Agricoltura.
Nel 1940 vince il Concorso per l'esecuzione di un Pilone nel ponte Duca d'Aosta in Roma.
Modella, la statua raffigurante S. Cristoforo per l'atrio della nuova stazione Termini in Roma secondo il progetto, non realizzato, dell'architetto Mazzoni. 	
Nel 1941 viene nominato titolare della Cattedra di figura e ornato modellato nel Liceo Artistico di Roma. Esegue il modello al vero della statua del S. Pietro all'EUR. Nell'anno seguente, il modello in gesso, posto in sito per verificarne le dimensioni in relazione all'ambiente, viene distrutto da un fortunale. 

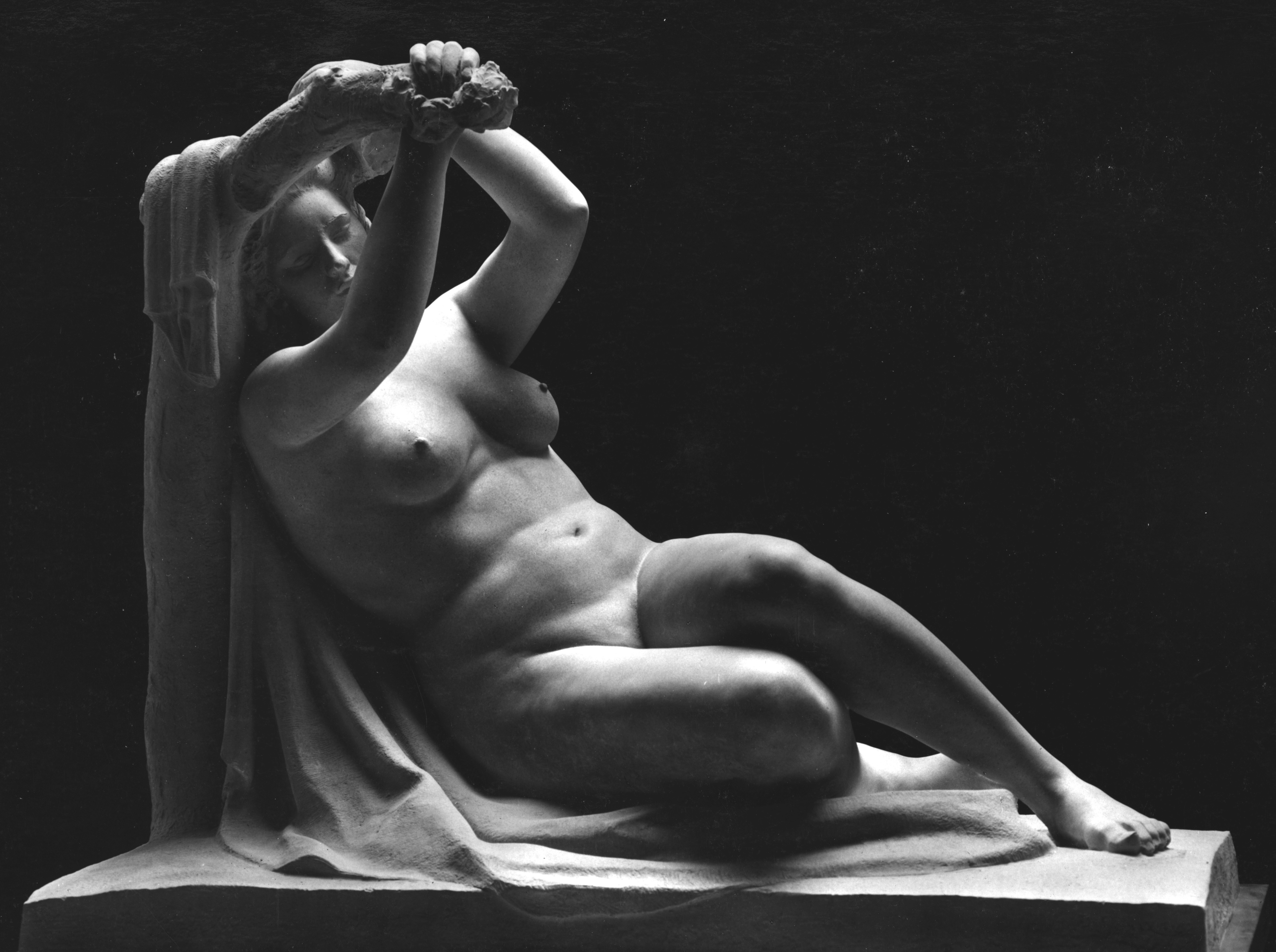
Quiete dopo la tempesta

Partecipa alla IV Quadriennale di Roma con la figura femminile Quiete dopo la tempesta ed esegue il secondo modello per la statua del S. Pietro all'EUR.

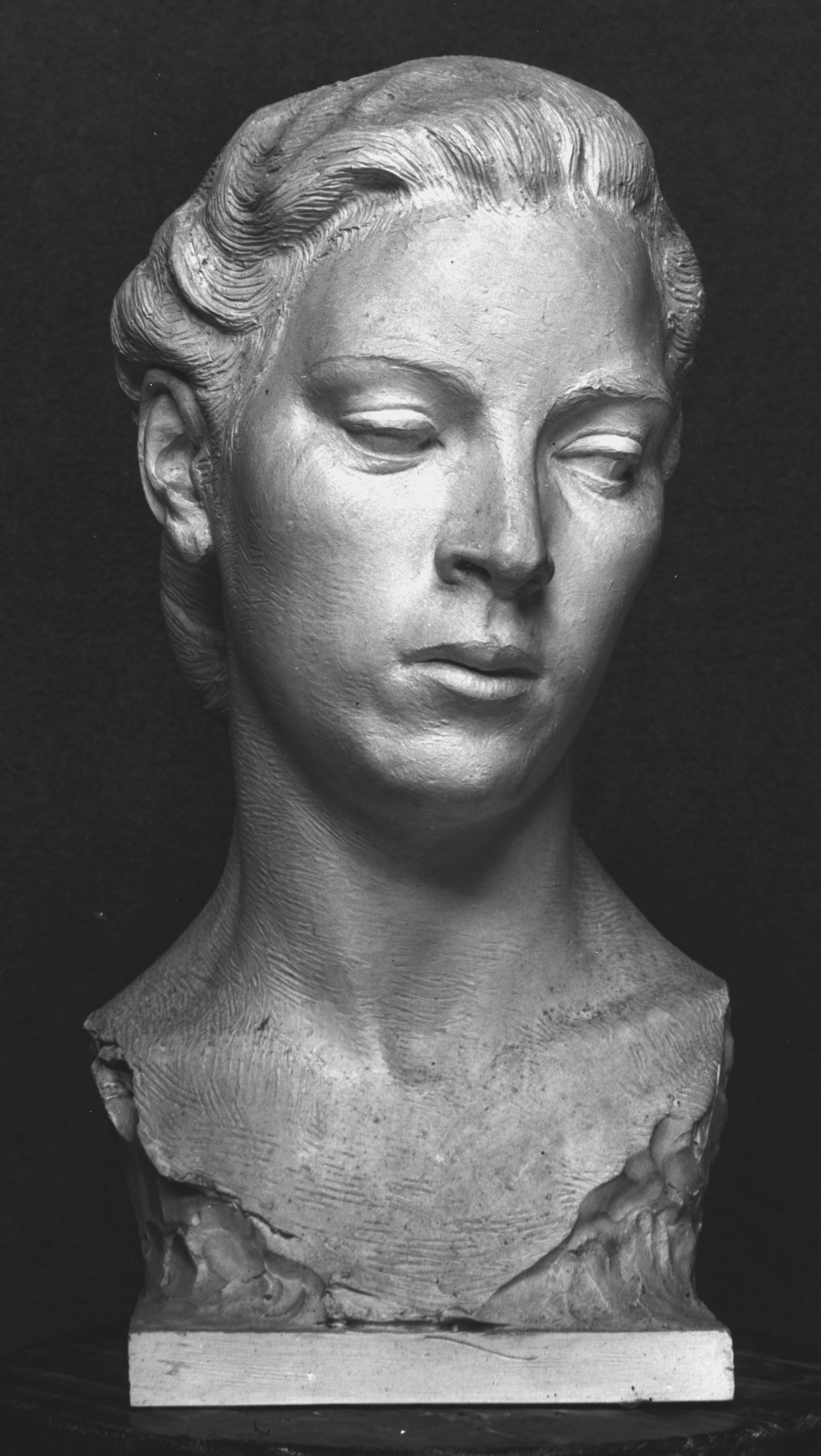
Maria, contadina di Anticoli Corrado (RM)

Negli anni che seguono, ritiratosi in Anticoli Corrado con la famiglia al riparo dagli eventi bellici realizza diverse opere che l'ambiente ed il periodo influenzano. È il dolore e lo sgomento per la guerra come appare, ad esempio nel ritratto di Maria, che un poeta amava definire espressione foscoliana e nel gruppo Pastore, raffigurazione dell'uomo nudo che difende il suo unico bene dalla distruzione del bombardamento.
Nel 1948 per la Chiesa di S. Giovanni Battista in Castelforte, realizza un Crocifisso in legno e per il Collegio di S. Pietro Apostolo al Gianicolo in Roma, la statua in bronzo di S. Pietro pescatore.

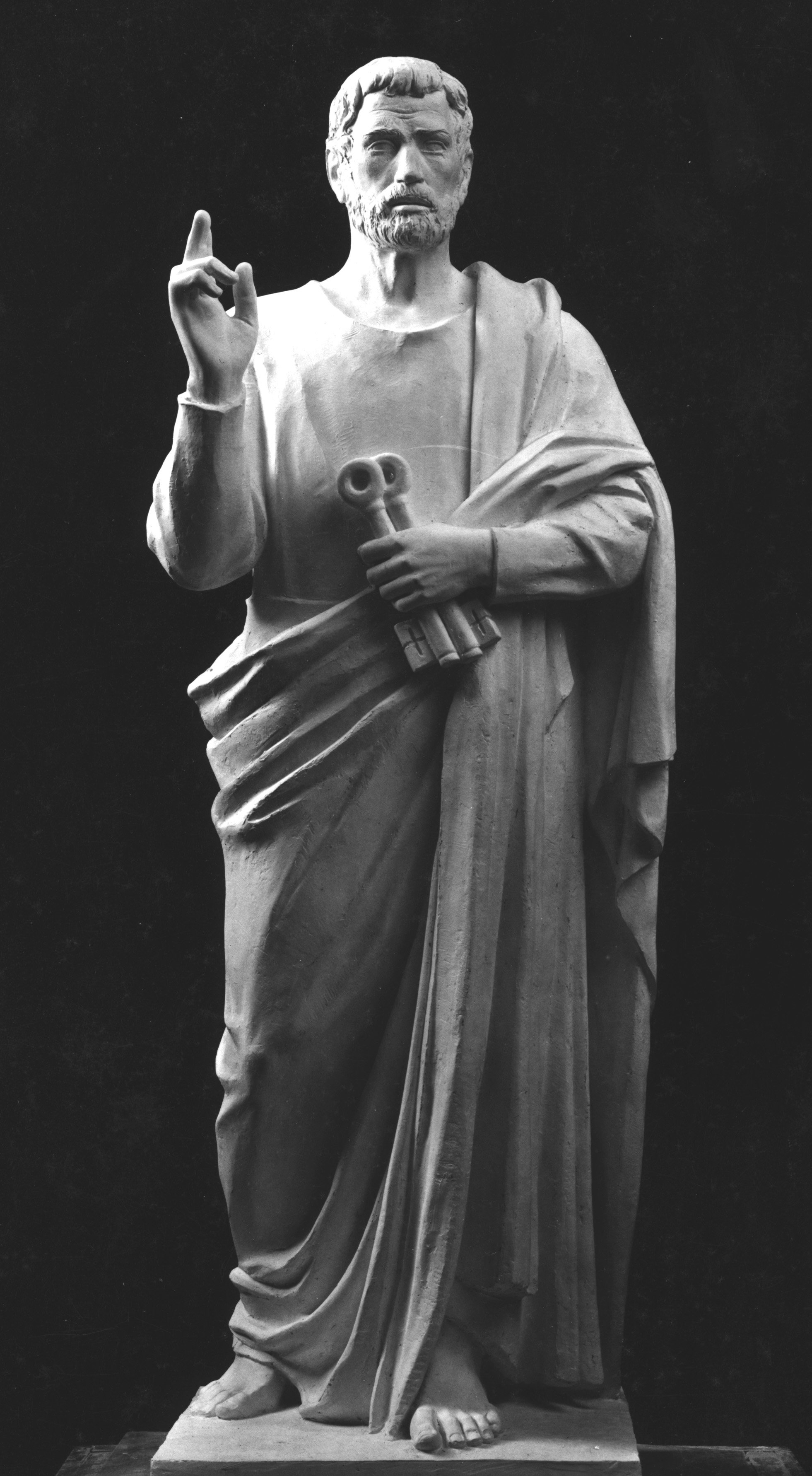
S.Pietro - Basilica dei SS.Pietro e Paolo all'EUR in Roma

Negli anni che seguono modella per la Cappella del Seminario nel Pontificio Collegio Americano del Nord al Gianicolo in Roma, la 8ª e 9ª Stazione della Via Crucis, per la Chiesa dedicata al Sacro Cuore Immacolato di Maria in piazza Euclide a Roma, i due Angeli collocati sull'altare maggiore nonché il modello definitivo della statua di S. Pietro che viene collocata in opera, all'esterno della Chiesa dei SS. Pietro e Paolo all'EUR in Roma nel 1957.

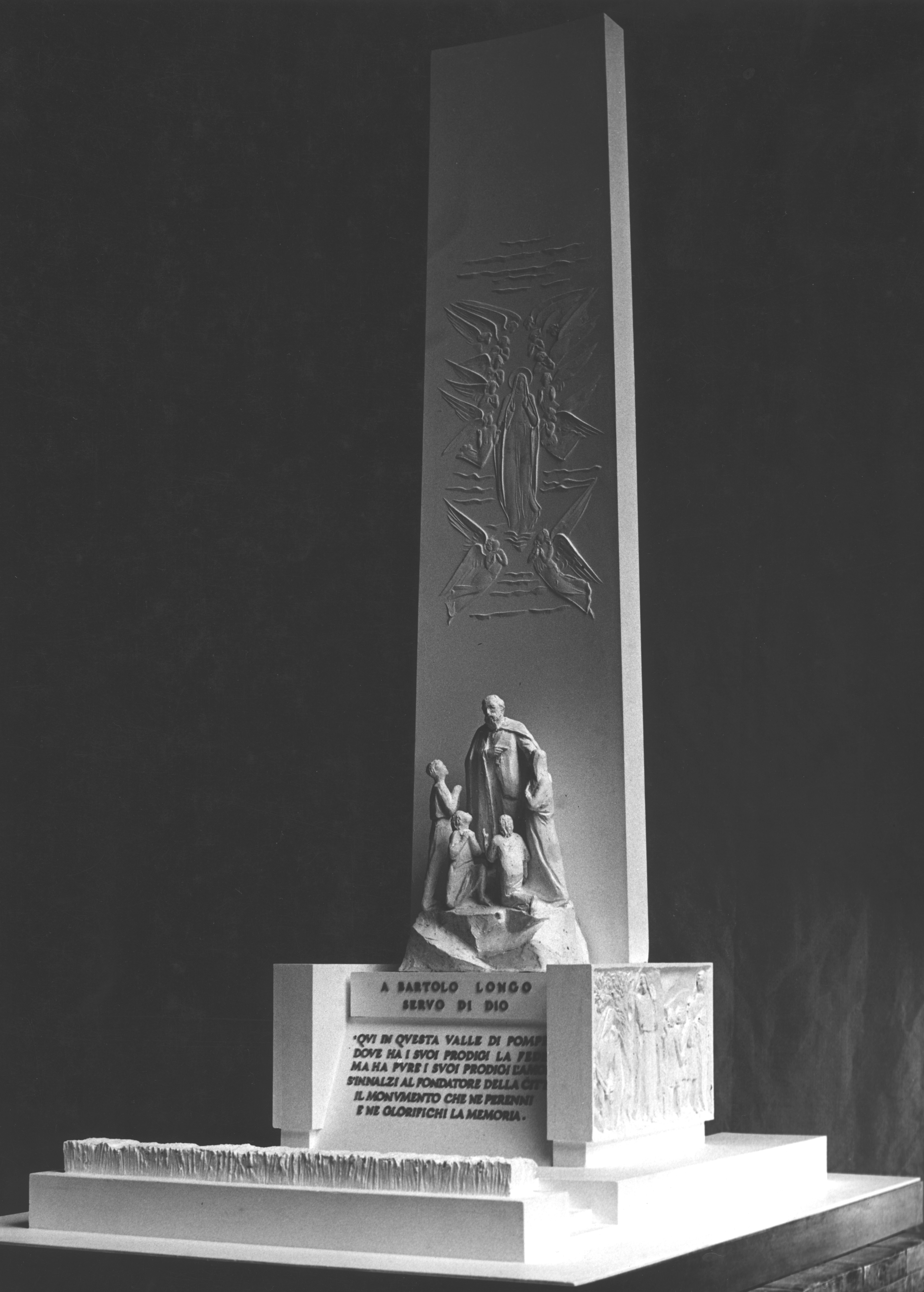
Monumento commemorativo a Bartolo Longo - P.za del Santuario di Pompei

Dal 1960 in poi dedica la sua attività principalmente alla realizzazione dei bozzetti e dei modelli al vero per il monumento a Bartolo Longo da erigere nella piazza del Santuario a Pompei e che viene inaugurato nel 1962 dal Presidente della Repubblica Antonio Segni.
Negli anni a seguire sarà ancora lo studio di Anticoli a veder nascere i bozzetti per le opere commissionate, ma soprattutto i ritratti di persone comuni, quegli anticolani che tanto stimava. È in quegli anni che riaffiora la sua prima passione per la scultura lignea e riproduce due suoi bassorilievi eseguiti negli anni precedenti.
Il 24 ottobre 1973 muore in Anticoli Corrado mentre riproduce in legno il bassorilievo raffigurante la Flagellazione, opera del 1971.

## Opere
- Rita - Ritratto in bronzo (1928) – Roma, Galleria Comunale d'Arte Moderna
- S. Rocco - Figura in legno (1929) – Anticoli Corrado, Confraternita S. Rocco.
- La Madre – Gruppo in marmo (1930) – Grosseto, Palazzo delle Poste.
- Monumento ai Caduti Postelegrafonici di Gorizia – Marmo e bronzo (1932) – Gorizia, Palazzo delle Poste.
- Nazzareno – Bronzo (1933) – Roma, Galleria Nazionale d'Arte Moderna.
- Gruppi allegorici – Bronzo (1933) – Varese, Palazzo delle Poste.
- Il rurale – Bronzo (1934) – Roma, Galleria Comunale d'Arte Moderna.
- Monumento ai Caduti Postelegrafonici di Palermo – Bronzo (1934) – Palermo, Palazzo delle Poste.
- L'orfanella – Bronzo (1934) – Roma, Galleria Nazionale d'Arte Moderna.
- Efrem Reatto - Busto bronzeo (1936) - Bassano del Grappa
- Monumento a E. Corradini – Marmo (1936) – Libia.
- Senatore E. Corradini – Marmo (1936) – Roma, Palazzo del Senato.
- Al di là dell'aratro – Bronzo (1937) – Roma, Ministero dell'Agricoltura.
- Senatore G. Marconi – Marmo (1938) – Roma, Palazzo del Senato.
- Pilone nel ponte Duca d'Aosta – Marmo (1940) – Roma, pilone (N-E) ponte Duca d'Aosta.
- Lanciatore di palla vibrata – Marmo (1942) – Roma, Stadio del Tennis al Foro Italico.
- Madonna della Rivelazione – Legno policromo (1947) – Roma, Santuario Tre Fontane.
- Crocifisso – Legno (1948) – Castelforte (LT), Chiesa di S. Giovanni Battista.
- S. Pietro pescatore – Bronzo (1948) – Roma, Collegio S. Pietro Apostolo al Gianicolo.
- Soldato in combattimento - Monumento ai caduti delle guerre - Bronzo (1950-1955) - Corcumello, Abruzzo[1].
- Via Matris – Terracotta policroma (1950) – Roma, Chiesa SS. Sette Fondatori.
- Via Crucis – Bronzo (1951) - Roma, Collegio S. Pietro Apostolo al Gianicolo.
- Angeli – Bronzo (1955) – Roma, altare maggiore della Chiesa Sacro Cuore Immacolato di Maria.
- San Pietro – Travertino (1956) – Roma, esterno della Chiesa dei SS. Pietro e Paolo.
- Monumento al Card. Borgongini Duca – Bronzo (1956) – Roma, Oratorio di S. Pietro.
- Monumento a Bartolo Longo – Marmo e bronzo (1962) – Pompei, piazza del Santuario.
- S.S. Giovanni XXIII – Bronzo (1962) – Pompei, Albergo del Rosario, piazzale interno.
- Beato Murialdo – Marmo (1970) – Pompei, pronao Basilica del SS. Rosario.
- S. F. Cabrini – Marmo (1970) - Pompei, pronao Basilica del SS. Rosario.

## Fonti citazioni e fotografie
Le citazioni biografiche, cronologiche e fotografiche che illustrano la vita e l'attività dello scultore Domenico Ponzi sono state tratte dall'archivio privato, curato dal figlio Piero Lorenzo.